# Lacs McCabe
Pour les articles homonymes, voir McCabe.
Les lacs McCabe (en anglais : McCabe Lakes) sont des lacs américains dans le comté de Tuolumne, en Californie. Ils sont situés à 3 116 mètres d'altitude au sein de la Yosemite Wilderness, dans le parc national de Yosemite.